# أزوسا كيشيموتو
أزوسا كيشيموتو (باليابانية: 岸本梓؛ بالكانا: きしもと あずさ) هي مغنية وتارينتو يابانية، ولدت في 20 مارس 1985 في كاناغاوا في اليابان.

## وصلات خارجية
- الموقع الرسمي